# 豊島勝一郎
豊島 勝一郎（とよしま かついちろう、1957年7月6日 - ）は、日本の銀行家。清水銀行代表取締役会長。静岡市出身。

## 来歴
静岡県立清水東高等学校を経て、1981年に早稲田大学商学部を卒業。同年、清水銀行入行。
その後、経営企画部長、総合統括部長などを経て、2005年に常務取締役、2007年に専務取締役、2010年に代表取締役専務に就任。
2011年に代表取締役副頭取に昇進。2012年に代表取締役頭取就任。2020年に代表取締役会長に就任。